# 伊鲍福
伊鲍福，是匈牙利巴兰尼亚州所辖的一个村。总面积29.30平方公里，总人口235，人口密度8.0人/平方公里（2011年1月1日）。